# Talp musaranya nord-americà
El talp musaranya nord-americà (Neurotrichus gibbsii) és una espècie de talp de la subfamília dels talpins. És l'únic membre vivent del gènere Neurotrichus. Malgrat el seu nom, no està estretament emparentat amb els talps musaranya del gènere Uropsilus.
Viu en boscos o matollars humits amb un sòl profund i poc cohesionat, a l'oest dels Estats Units i el sud-oest de la Colúmbia Britànica.